# Блејн (Мејн)
Блејн (енгл. Blaine) насељено је место без административног статуса у америчкој савезној држави Мејн.

## Демографија
По попису из 2010. године број становника је 301.
| Група             | 2000.    | 2010.       |
| Белци             | 0 (0,0%) | 283 (94,0%) |
| Афроамериканци    | 0 (0,0%) | 0 (0,0%)    |
| Азијати           | 0 (0,0%) | 6 (2,0%)    |
| Хиспаноамериканци | 0 (0,0%) | 2 (0,7%)    |
| Укупно            | 0        | 301         |